# Mattias Hessérus
Mattias Johan Sakarias Hessérus, född 30 juni 1977, är en svensk historiker.
Mattias Hessérus har studerat vid Uppsala universitet. Under sin forskarutbildning har han som Fulbright-stipendiat gästforskat vid Columbia University i New York 2007–2008, och 2008–2009 vid École des hautes études en sciences sociales i Paris. Han disputerade 2016 i historia vid Uppsala universitet med avhandlingen Rätten till privatlivet och moralen bakom omoralen i svensk press 1920–1980. Den behandlar begreppet privatsfär i Sverige och hur den svenska pressen har tagit ställning till intrång i privatlivet.
Han har arbetat som redaktör på tidskriften Axess 2010–2013 och är idag (2019) verksam vid Axel och Margaret Ax:son Johnsons stiftelse för allmännyttiga ändamål samt sitter i styrgruppen för "Engelsberg Applied History Programme" vid Universitetet i Cambridge och 
King's College London. Sedan 2013 är han även en av programledarna för intervjuserien Global Axess på Axess TV.